# Bauhaus Museum Weimar
Bauhaus Museum Weimar är ett museum tillägnat Bauhaus designrörelsen i Weimar, Tyskland. 

Museet visar Weimar-samlingarna av Staatliches Bauhaus, som grundades i Weimar 1919. Museet är ett projekt av Klassik Stiftung Weimar och ligger nära Weimarhallenpark. Ursprungligen öppnade museet 1995, men är nu inrymt i en ny byggnad sedan april 2019.
Med en tvärdisciplinär inriktning visar museet konstverk, design och arkitektur.
Grunden och särdragen för Bauhaus-museet är Klassik Stiftung Weimars historiska samlingar som lyfter fram bakgrunden, historien och det bestående inflytandet från det statliga Bauhaus. Samlingen av föremål härrör från uppväxtåren av de viktigaste av 1900-talets arkitektur- och designskola har vuxit enormt med många inköp och donationer sedan 1990. 
Walter Gropius-samlingen som ägs av Klassik Stiftung Weimar, är världens äldsta samling av originalverk från Bauhaus.
Samlingen utökades avsevärt med förvärvet av Ludewig Collection 2010, som innehöll 1 500 föremål av funktionell design från 1780 till nutid, inklusive viktiga Bauhaus-verk. Förutom Bauhaus-arkivet i Berlin är Bauhaus-samlingen i Weimar en av världens viktigaste vad gäller storlek och kvalitet.

## Det provisoriska museet
År 1995 var ett provisoriskt Bauhaus-museum inrymt i ett före detta vagnshus på Theaterplatz som byggdes om av Clemens Wenzeslaus Coudray.
Där visades cirka 250 verk av lärare och elever från Bauhaus-skolan (1919–1933), inklusive framstående verk av Walter Gropius, Johannes Itten, Lyonel Feininger och Marcel Breuer, tillsammans med flera verk från rörelsens föregångare Henry van de Velde från 1907.

## Det nya museet
Byggandet av det nya Bauhaus-museet möjliggjordes genom ett speciellt finansieringsprogram skapat av federala och delstatliga myndigheter i juli 2008. Eftersom det nya Bauhaus-museet skulle ha en stark inverkan på framtida stadsplaneringsbeslut, utvärderades alla potentiella platser för museet i centrala Weimar noggrant innan granskningsnämnden valde Weimarhallenpark i april 2010.
I en internationell arkitekttävling, anordnad av Klassik Stiftung Weimar den 14 juli 2011, lämnade arkitektkontor runt om i världen in förslag på det nya Bauhaus-museet. Den totala investeringen i projektet uppgick till cirka 22 miljoner euro. Totalt anslogs 14,5 miljoner euro för att täcka kostnaderna för att bygga museet. 
Av totalt 2 189 arkitekter från 60 olika länder, valde juryn ut 27 sökande. Det vinnande förslaget tillkännagavs 16 mars 2012, och avslutade officiellt tävlingen, som utsågs Heike Hanada med Benedict Tonon (Berlin), till huvudarkitekter.
Det nya museet öppnade i april 2019.